# Under My Skin (singel)
Under My Skin – piosenka pop stworzona oraz wyprodukowana przez duński duet Remee i Thomas Troelsen na siódmy album studyjny niemieckiej wokalistki Sarah Connor, Sexy as Hell (2008). Utwór wydany został jako główny singel promujący krążek dnia 1 sierpnia 2008 w Niemczech jako singel digital download natomiast w formacie CD dnia 8 sierpnia 2008.

## Historia
Początkowo „Under My Skin” wydany miał zostać na niemiecki rynek muzyczny dnia 18 lipca 2008, jednak data ta została zmieniona na 1 sierpnia 2008 ze względu na wcześniejszą promocję utworu teledyskiem, który premierę miał tego samego dnia co potencjalny dzień wydania singla. Piosenka dostępna będzie jako CD singel tydzień po premierze w systemie digital download, 8 sierpnia 2008.
Po raz pierwszy kompozycja została zaprezentowana dnia 19 czerwca 2008 za pośrednictwem oficjalnej witryny internetowej artystki i tylko w kilkudziesięciosekundowym formacie. Kilka dni później, dnia 27 czerwca 2008 dostępna była pełna wersja utworu o niskiej jakości dźwięku.
We wrześniu 2008 światło dzienne ujrzała kompozycja „Mirotic” koreańskiego zespołu TVXQ, która jest koreańską wersją „Under My Skin”. Tenże zespół nagrał również wersję japońską i chińską.

## Teledysk
Teledysk do singla miał premierę dnia 17 lipca 2008 roku na oficjalnej stronie internetowej YouTube niemieckiego oddziału wytwórni Universal Music oraz dnia 18 lipca 2008 na stronie internetowej bild.de i w programie Viva Live! stacji VIVA.
Klip rozpoczyna się ujęciem ukazującym artystkę siedzącą na fotelu, podczas gdy wokół tego miejsca tańczą profesjonalne tancerki. Po chwili wokalistka wstaje i zaczyna tańczyć. W międzyczasie pojawią się sceny, w których Connor poprzez stanowcze czyny dominuje nad mężczyzną. Podczas trwania teledysku widać ujęcia, które prezentują artystkę tańczącą na placu, przy ścianie oraz w fioletowym pomieszczeniu.

## Lista utworów i formaty singla
CD-Maxi singel
1. Under My Skin T.S.O.B. Mix – 3:17
2. Under My Skin Delta Lab Mix – 3:17
3. Touch – 4:10
4. Under My Skin Club Remix – 3:08
5. Bonus CD: Galeria, tekst piosenki, tapety

## Pozycje na listach
| Lista przebojów (2008)            | Najwyższa pozycja |
| --------------------------------- | ----------------- |
| Austria (Ö3 Austria Top 75)       | 11                |
| Europa (European Hot 100 Singles) | 19                |
| Niemcy (Media Control AG)         | 4                 |
| Niemcy (AirPlay Top 100)          | 15                |
| Rosja (AirPlay Top 100)           | 251               |
| Szwajcaria (Media Control AG)     | 79                |

| Notowania (2008)          | Najwyższa pozycja |
| ------------------------- | ----------------- |
| Niemcy (Media Control AG) | 81                |

Notowania radiowe
| Kraj  | Notowanie (2009)       | Wydawca                | Najwyższa pozycja | Data osiągnięcia pozycji szczytowej |
| ----- | ---------------------- | ---------------------- | ----------------- | ----------------------------------- |
| Rosja | Moscow AirPlay Top 100 | Moscow Airplay Top 100 | 162               | 2009-04-10                          |